# Ingen mår så bra som jag
Ingen mår så bra som jag är en låt av rapparen Fronda. Han medverkade med låten i Melodifestivalen 2008. Låten slutade sexa vid deltävlingen i Karlskrona.

## Låttext
Låtens text blev snabbt ett föremål för debatt då den väckte reaktioner hos skolpersonal som menade att texten var skadlig då den glorifierade lycka på ett felaktigt sätt. Texten i refrängen som avsågs i debatten var
”Ingen mår så bra som jag, åhå, hyran är betald idag, åhå, jag är lite sjuklig nu, åhå, det är lite sjukligt, sjukligt.
Ingen mår så bra som jag, kylan är brutal idag, jag är lite sjuklig nu och ska spela ping pong”

## Listplaceringar
| Lista             | Topplacering |
| ----------------- | ------------ |
| Sverigetopplistan | 11           |